# اللص الذي أحبه (مسلسل)
مسلسل مصري كوميدي رومانسي عرض عام 1997 من بطولة شريف منير وشيرين سيف النصر وحسن حسني وهاني رمزي ورجاء الجداوي وسامي العدل.

## قصة المسلسل
تدور الاحداث حول فتاة غنية عنيدة ودلوعة تدعى "رشا" هي فتاة غنية تلتقي بنصاب ولص يدعى "طارق" ولكن في البداية كانت غير مهتمة به وفجاة تقع في حبه وتخبر جدها "ابراهيم الاسيوطي" عن أنها ستتزوج لكن النصاب يهرب بشنطة مجوهراتها فتصبح في موقف محرج هنا يظهر "أكمل" المهندس في شركة جدها لكنه يعرف عن نفسه كلص فتقع في غرامه دون أن تخبره عن ما حصل لها فيقرر ان يساعدها بالاتفاق مع جدها دون علمها وتتوالى المواقف والأحداث الكوميدية إلى أن يخطف اللص حبيبته على متن قارب حتى يعلمها أصول الحياة فتتسارع الأحداث وتكتشف انه أكمل كبير المهندسين في شركة جدها فتقرر الطلاق ويستقيل هو من شركة جدها.
في نهاية الأحداث يقرر أكمل السفر للخارج، وتعلم رشا بذلك فتقرر منعه من السفر وتعترف له بحبها وينتهي المسلسل نهايه مميزة وسعيدة حتى ستحمل رشا من اكمل.

## ابطال المسلسل "اللص الذي احبه"
| - شيرين سيف النصر رشا - شريف منير أكمل - حسن حسني إبراهيم الأسيوطي - رجاء الجداوي: صفاء | - عايدة كامل: فُلة والدة مصطفى - فؤاد خليل: سليمان النوتي - هاني رمزي: مصطفى - أحمد صيام:السائق | - ياسر جلال: طارق - أحمد عقل:العمدة عبد الجبار ابوضيف - محمد حمدي: قبطان المركب النيلي - ليلى جمال:الخادمة زكية | - سامي العدل: العميد رفعت - فلك نور:سهام سكرتيرة إبراهيم - علية الجباس: زوجة سليمان التوني - ثريا إبراهيم: نجفة | - حلمي فودة:سمير - مديحة أنور - وفاء السيد: وفاء - أحمد فوزي | - أحمد عبد الباري - عيد أبو الحمد - سامي أنور - غادة عبد الرازق هالة | - وائل علي - فدوى ممدوح - شيماء سعيد:صديقة رشا |

## فريق العمل
| - كلمات المقدمة والنهاية: بهاء جاهين - الموسيقى التصويرية والألحان: فاروق الشرنوبي - غناء المقدمة والنهاية:مدحت صالح-منى عبد الغني - مهندس الديكور: سلوى السمري - تصميم الأزياء:نجوى عبد المجيد - تصميم المقدمة والنهاية:عمرو عابدين - مدير الأضاءة:أحمد هلال - مدير التصوير الخارجي:نبيل حسن - أحمد توفيق - تصوير: أيمن الخولي - عماد عثمان - غادة شوقي - الإعداد الموسيقى:معالي الحفناوي - مونتاج فيديو: رجب عبد الله - توزيع :قطاع الشئون المالية والإقتصادية بإتحاد الإذاعة والتليفزيون المصرى - مساعدوا الأخراج:حسام النبوي - نبيل خضر - مدير الإنتاج:عبد الحميد غريب - المنتج الفني:مختار متولي | - سيناريو وحوار: رؤوف حلمي - تم التسجيل والمونتاج باستديو 10 إدارة هندسية :م. شادية كمال - مهندسو الأستوديو: هشام عبد العظيم - ناصر الشوربجي - نهاد علي - مونتاج إليكتروني: نيفين النمر - أمل الموزي - تسجيل فيديو: سيد عبد الوهاب - مراقبة صوت:جمال كامل - محسن سيد - مدحت بهجت - السيد السبحي - صيانة هندسية:مجدي التلباني - أحمد الجميزي - يسري شيخ العرب - حمدي عيد - مراقبة كاميرات:عبد المنعم عبد ربه - فتحي جاد - هبة حامد - محمود النحاس - كمبيوتر إصاءة: أحمد سويد - نيفين عبد اللطيف - نسرين فرج - طارق عبد المجيد - إدارة الأستديو:م.محب الباروجي - م. محسن العقاد - تم تنفيذ الجرافيك: بمركز الكمبيوتر جرافيك | - إدارة هندسية: م. نجوى عبد الله - تنفيذ الجرافيك: م. حاتم طلعت - تم مونتاج المقدمة والنهاية: بمركز الخدع والمونتاج - إدارة هندسية: م. لطفية الشاذلي - مونتاج: عثمان أبو جبل - تم التصوير الخارجي بوحدات الكاميرا المحمولة: - إدارة هندسية: محمد عبد الستار - صيانة هندسية: أمل حافظ - تسجيل فيديو: أحمد سعيد - محمد عبد الهادي - مهندس ديكور ثاني:هشام البيباني - نيرمين حسين - اكسسوار: سعاد سعد - منسق مناظر: عباس صابر | - مصمم مناظر: عزة عبد الكريم - رسام مناظر: محسن الخطيب - مصمم لوحات: أماني عبد الفتاح - ماكيير: فاطمة فؤاد - رمضان السيد م. ماكيير: نادية أحمد - كوافير: فاروق عبد الفتاح - سمير عبد الرحمن - الخطوط: سيد جاد - فيصل شريف - فوتوغرافيا: فتحي العشري - ريجيسير: محمد منجي - أحمد عبد التواب - ساعد في الإخراج: محمد عادل - وليد عبد العال - منفذوا الإنتاج: كمال عدلي - محمد عبد السلام - حسام الدين علي - مدير إنتاج: ماجد مصطفى - إنتاج: قطاع الإنتاج بإتحاد الإذاعة والتليفزيون المصرى - المخرج: أحمد صقر |